# Jessie J
Jessie J, pseudonimo di Jessica Ellen Cornish (Londra, 27 marzo 1988), è una cantautrice e personaggio televisivo britannica.
Dopo aver avviato una carriera da compositrice, che l'ha portata a comporre Party in the U.S.A. di Miley Cyrus, è salita alla ribalta internazionale con il singolo d'esordio Do It like a Dude (2010), con cui ha raggiunto la seconda posizione nella classifica britannica dei singoli. Prima della pubblicazione dell'album di debutto, Who You Are, avvenuta nel febbraio 2011, è stata messa in commercio anche la collaborazione con B.o.B Price Tag, che ha bissato il successo del precedessore, raggiungendo la prima posizione in patria e in diversi altri mercati internazionali. Sempre nel 2011 è risultata vincitrice dell'annuale sondaggio musicale indetto dalla BBC Sound of... ed è stata premiata come scelta della critica ai BRIT Awards.
Al 2013 è datata la pubblicazione del secondo album in studio Alive, che ottiene un discreto successo commerciale. Ad esso fa seguito l'anno dopo il terzo album Sweet Talker, anticipato dal singolo collaborativo Bang Bang insieme ad Ariana Grande e Nicki Minaj che ha raggiunto la terza posizione nella Billboard Hot 100 statunitense. Dopo alcuni anni di pausa, nel 2018 pubblica il quarto album R.O.S.E. e il primo album natalizio This Christmas Day.
Parallelamente alla carriera di cantautrice, ha assunto il ruolo di giudice in diversi segmenti televisivi appartenenti all'universo come The Voice, ovvero The Voice Australia, The Voice UK e The Voice Kids UK. Nel 2018 ha anche partecipato in qualità di concorrente alla sesta edizione del noto talent show cinese Singer, aggiudicandosi la vittoria finale.

## Biografia

### Esordi
Jessica Ellen Cornish è nata nel borgo londinese di Redbridge, il 27 marzo 1988. All'età di quindici anni ha partecipato alla rappresentazione teatrale del West End di Andrew Lloyd Webber intitolata Whistle Down the Wind, nella quale ha preso parte anche Anne-Marie.
Ha due sorelle, che hanno rispettivamente cinque e sette anni in più di lei e che erano entrambe le rappresentanti della scuola che Jessica frequentava. A differenza delle sue sorelle, la cantante ha dichiarato che era «una buona a nulla». Ha detto: «A scuola erano tutti tipo "Oh, sei una Cornish" e si aspettavano fossi uguale alle mie sorelle. Dammi qualcosa per disegnare o un abito da scegliere per qualcuno, o i capelli, il make-up, la recitazione, la scrittura, una canzone; mi trovo a mio agio con queste cose, ma niente a che fare con somme matematiche: non è mai stata la mia specialità.» Basandosi sul fatto che la sua intelligenza non derivasse dai risultati conseguiti agli esami, ha comunque proseguito i suoi studi alla Mayfield High School di Londra e ha frequentato, a partire dall'età di 16 anni, la BRIT School, dove è entrata in un gruppo femminile. Si è diplomata nel 2006, insieme a due cantanti che si sono affermate nel mondo della musica così come lei: Adele e Leona Lewis. Per quanto riguarda il suo attuale nome d'arte, con il quale è divenuta famosa, la J inserita in esso non ha un motivo specifico.
Alla BRIT School, la sua prima cover di I Have Nothing di Whitney Houston le valse il suo primo contratto discografico che la introdusse nel mondo della musical professionista. Dopo due anni con una band femminile, Jessie lascia il gruppo e firma inizialmente un contratto con l'etichetta discografica Gut Records, per la quale avrebbe pubblicato un album, ma questa andò in bancarotta prima della fine dei lavori. Jessie J ha poi trovato successo come autrice di testi, tanto da ricevere un contratto dalla Sony ATV. È infatti la coautrice del singolo di Miley Cyrus Party in the U.S.A., nonché l'autrice di canzoni di artisti come Justin Timberlake, Chris Brown, David Guetta, Mary J. Blige, Alicia Keys e Christina Aguilera.

### 2010–2012:Who You AreeThe Voice

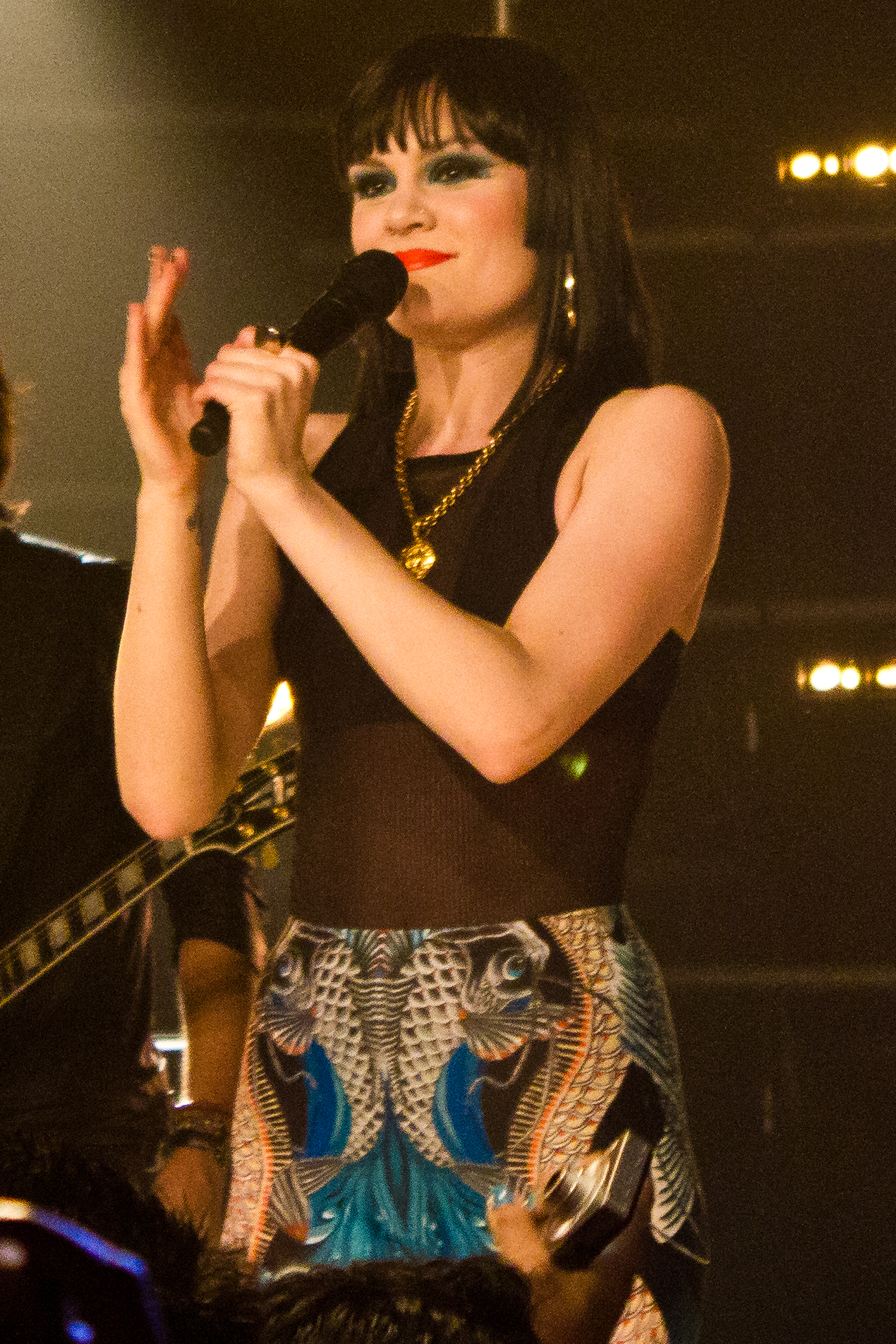
Jessie J nel 2011

Jessie J iniziò a lavorare sul suo album di debutto nel 2005, concludendo il progetto solo nel gennaio del 2011.
Il primo singolo pubblicato dalla cantante, Do It like a Dude venne pubblicato l'8 novembre 2010. Inizialmente la canzone era stata pensata per Rihanna, vista la forte ispirazione al singolo di quest'ultima Rude Boy, ma poi, anche per via della continua pressione della Island Records perché diventasse il singolo di debutto di Jessie, alla fine venne utilizzata proprio da quest'ultima. Il singolo è entrato alla posizione #25 nella classifica britannica e ha raggiunto poi la seconda. Il 15 dicembre 2010 fu annunciato che la cantante aveva vinto il premio della critica ai BRIT Awards 2011. Il 6 dicembre dello stesso anno la BBC ha inoltre annunciato che Jessie J avrebbe fatto parte del sondaggio Sounds of 2011, vincendolo il 7 gennaio 2011. Una nuova traccia intitolata Price Tag, anticipata il 9 novembre live dalla cantante, è stata pubblicata il 28 gennaio 2011 come secondo singolo dall'album, in collaborazione con il rapper statunitense B.o.B. Il brano è entrato in classifica alla prima posizione nel Regno Unito, dove è rimasto per due settimane consecutive, oltre che la vetta in altri 7 Paesi. Il suo album di debutto, Who You Are, è stato pubblicato il 25 febbraio 2011 in gran parte dell'Europa e il 12 aprile negli Stati Uniti.
Il 15 aprile 2011 Jessie pubblica anche il terzo estratto, Nobody's Perfect, esclusivamente per il mercato europeo e australiano. Il 10 agosto il video di Who's Laughing Now anticipó la data di pubblicazione di quest'ultimo per il mercato internazionale il 21 agosto. Per quanto riguarda gli Stati Uniti e il Canada, è stato scelto il singolo Domino (pubblicato il 29 agosto 2011).
Ha aperto le date nordamericane del California Dreams Tour di Katy Perry, fino al 19 settembre, data in cui è stata sostituita da Ellie Goulding, a causa di un infortunio al piede. Il 9 novembre, è stata pubblicata la riedizione di Who You Are, contenente il successo internazionale Domino e LaserLight. Nel 2012 è entrata nel cast di The Voice UK come giudice, ruolo che ha ricoperto anche nell'edizione successiva. Nello stesso anno ha cantato "We Will Rock You" con i Queen nel concerto di chiusura delle olimpiadi a Londra.
Il 27 settembre 2012 ha pubblicato il suo primo libro autobiografico, intitolato Nice to Meet You. Successivamente, Who You Are è stato certificato triplo disco di platino nel Regno Unito risultando uno dei più venduti del biennio 2011-2012.

### 2012–2014:Alive
Il 31 gennaio del 2012, la cantante aveva annunciato di aver iniziato a produrre materiale per il nuovo album in studio. Ha anche dichiarato di voler collaborare con diversi artisti in quel periodo, non escludendo la possibilità di lavorare anche con alcuni dei suoi colleghi giudici di The Voice.
Dopo aver annunciato l'uscita di Wild, primo singolo estratto, ne pubblica un'anteprima acustica sul suo canale YouTube. La versione completa della canzone viene resa disponibile il 28 maggio del 2013 e il giorno successivo il relativo video viene pubblicato sul canale ufficiale Vevo della cantante. Il singolo vede la collaborazione dei rapper Big Sean e Dizzee Rascal. Il 1º giugno l'artista partecipa all'evento Chime for Change esibendosi al Twickenham Stadium insieme ad altre artiste connazionali e non come Rita Ora, Ellie Goulding, Florence Welch (di Florence + The Machine), Jennifer Lopez e Beyoncé. In agosto, la cantante conferma al V Festival il titolo del suo secondo album, Alive, che questo è stato prodotto in cinque settimane e che sarebbe stato pubblicato il 23 settembre successivo. Alive debutta al terzo posto della graduatoria britannica e riceve in breve tempo la certificazione di disco d'oro; inoltre, viene accolto da recensioni miste da parte della critica musicale che, pur apprezzandone le prestazioni vocali, ha notato una troppo pronunciata generecità. Tuttavia, il giorno seguente alla pubblicazione del disco, la cantante si esibisce a Londra in occasione dell'iTunes Festival, eseguendo diversi brani provenienti dal nuovo album in compagnia della collega Brandy Norwood.
Il 7 agosto viene pubblicato il video di It's My Party, secondo singolo estratto dal nuovo album; esso è stato trasmesso dalle stazioni radiofoniche inglesi a partite dal 5 agosto e viene ufficialmente pubblicato il 15 settembre: si colloca entro le prime cinque posizioni del Paese in maniera istantanea e penetra anche in altre classifiche del globo. Il 19 novembre viene pubblicato il videoclip di Thunder, il quale a dicembre viene anche estratto come secondo singolo inglese. Poco dopo, si esibisce al talent show The X Factor UK insieme a Mary J. Blige con la canzone Do You Hear What I Hear?, canzone contenuta nell'album natalizio della cantante R&B. Successivamente riceve una candidatura ai Grammy Awards 2014 per la canzone Silver Lining (Crazy 'Bout You), colonna sonora del film Il lato positivo, nella categoria miglior canzone scritta per un film, televisione o altri media audio-visivi.

### 2014–2016:Sweet TalkereThe Voice Australia

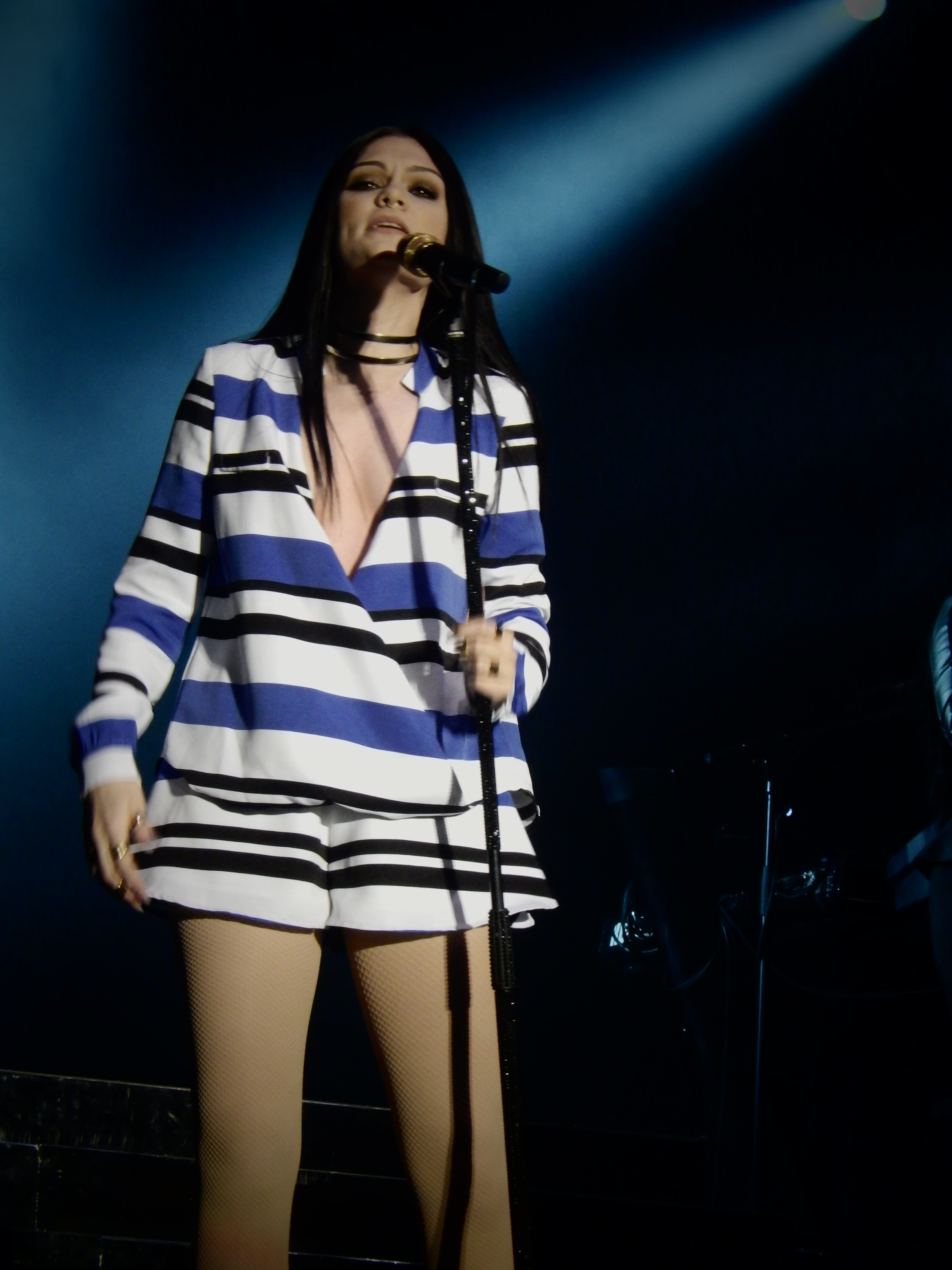
Jessie J durante lo Sweet Talker Tour

L'artista si riaffaccia sul mercato internazionale il 29 luglio 2014, data in cui viene pubblicata Bang Bang, una collaborazione con Nicki Minaj e Ariana Grande. Il relativo videoclip è stato pubblicato il 24 agosto, in concomitanza con gli annuali MTV Video Music Awards. Il successo si verifica in modo immediato e mondiale: il singolo infatti scala velocemente le classifiche internazionali, arrivando alla prima posizione in numerosi paesi tra cui Israele, Filippine e Regno Unito; negli Stati Uniti, invece, ha esordito al sesto posto nella graduatoria, segnando il secondo miglior debutto dell'anno. Il 21 agosto dello stesso anno, Jessie rivela attraverso la sua pagina Facebook la copertina del suo terzo album, intitolato Sweet Talker, la cui pubblicazione venne prospettata per il 13 ottobre dello stesso anno nel Regno Unito, mentre nel resto del mondo il giorno seguente.
Il 23 settembre è la volta di Burnin' Up, cantato in collaborazione del rapper 2 Chainz ed utilizzato come secondo estratto dall'album. Esso venne anche accompagnato da un videoclip ufficiale, diffuso sulla piattaforma YouTube a partire dall'8 ottobre successivo. Visto il grande impatto in termini di vendite digitali avuto sin da subito, nel gennaio del 2015, viene scelto come nuovo singolo Masterpiece, che riscuote un ottimo successo in Australia, dove viene certificato platino. Vengono estratti anche tre singoli promozionali: Personal, pubblicato il 2 ottobre 2014, Sweet Talker, uscito il 1º dicembre 2014 nel Regno Unito e in Irlanda, e Ain't Been Done, pubblicato nel luglio del 2015 in Australia.
Sempre agli inizi del 2015, viene scelta come coach della quarta edizione della versione australiana del programma televisivo The Voice, affiancata da Ricky Martin, Delta Goodrem e da Joel e Benji Madden. L'8 febbraio dello stesso anno si esibisce con Tom Jones durante i Grammy Awards con il brano You've Lost That Lovin' Feelin'.
Nell'aprile successivo, incide il brano Flashlight, utilizzato per la colonna sonora del film Pitch Perfect 2. Esso riscuote un tiepido successo commerciale in Gran Bretagna, mentre viene maggiormente apprezzato in territorio oceanico: raggiunge infatti il secondo posto in Australia, dove viene proclamato anche il quarantesimo singolo più venduto dell'anno. Nel 2016 riceve una candidatura agli annuali BRIT Awards grazie a Flashlight e doppia il personaggio di Brooke ne L'era glaciale - In rotta di collisione, quinto capitolo dell'omonima fortunata saga.

### 2017–2020:R.O.S.Ee la vittoria diSinger

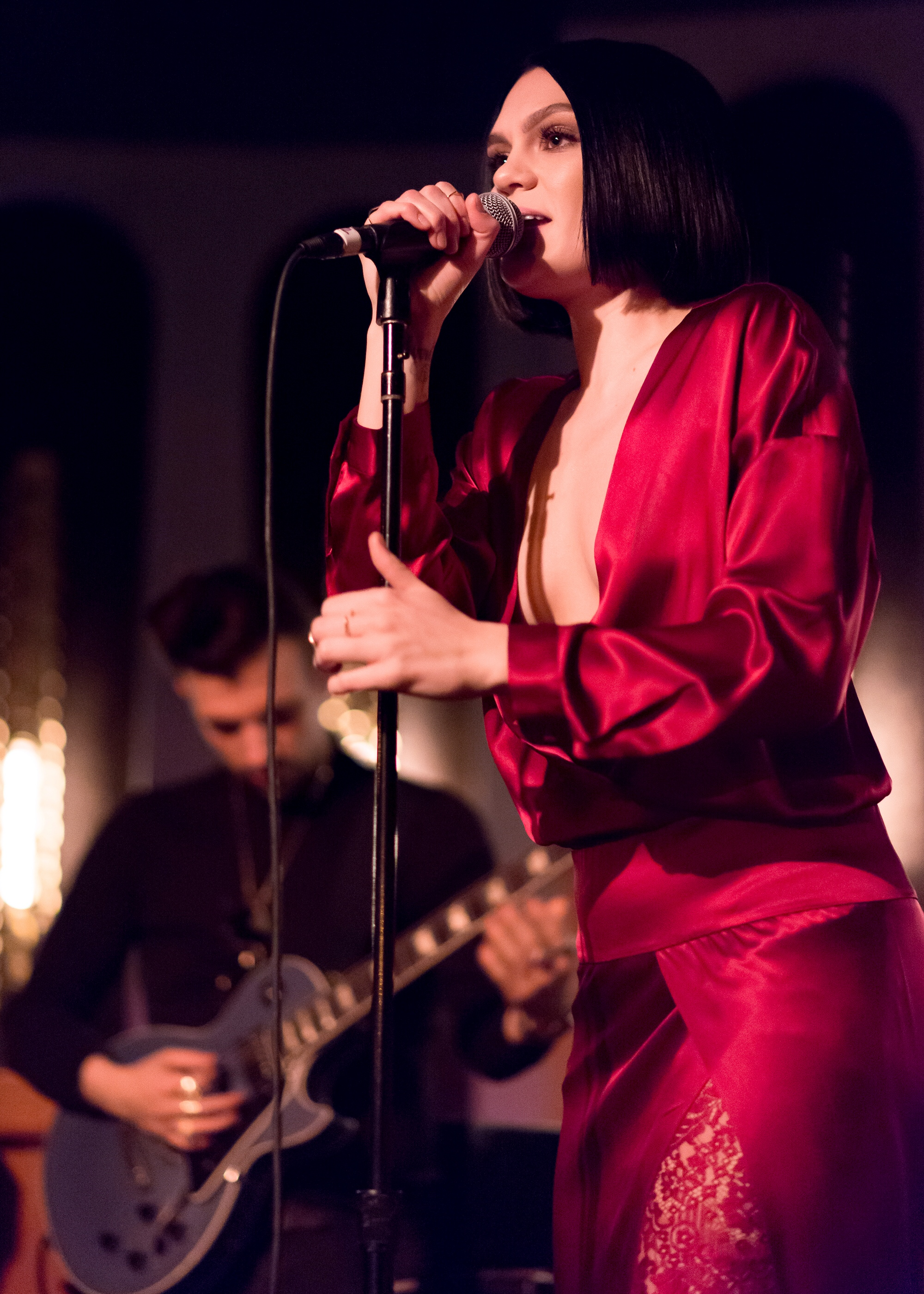
Jessie J al The Peppermint Club di Los Angeles nel 2017

Il quarto album in studio della cantante, intitolato R.O.S.E., è stato suddiviso in quattro EP: Realisations, Obsessions, Sex e Empowerment, pubblicati tra il 22 e il 25 maggio 2018. Il primo singolo estratto dal progetto è stato Queen, pubblicato nel novembre del 2017 ed accompagnato dal relativo videoclip musicale, mentre tra i mesi di agosto e ottobre dello stesso anno sono stati diffusi i singoli promozionali Real Deal, Think About That e Not My Ex.
Il 15 settembre 2017, Jessie J ha annunciato una serie di spettacoli, come parte del R.O.S.E. Tour. Il 20 settembre 2017, al Shepherd's Bush Empire, è stata aggiunta un'altra data a Londra. Jessie J ha continuato ad aggiungere altre date fino al 2018 per supportare l'album.
Nel gennaio 2018 Jessie J partecipa come concorrente al talent show cinese Singer, uscendone vincitrice e diventando la prima artista internazionale a riuscirci. A febbraio compare tra gli artisti coinvolti nei brani per il film Cinquanta sfumature di rosso (Fifty Shades Freed) cantando la propria versione del brano I Got You (I Feel Good). Il 26 ottobre del 2018 esce l'album natalizio This Christmas Day, che contiene tra gli altri il singolo che dà il nome alla raccolta. Pochi mesi dopo viene annunciato che la cantante entrerà a far parte del cast di giudici del programma The Voice of Kids del Regno Unito con Pixie Lott, Will.i.am e Danny Jones per l'edizione del 2019.
Nel maggio del 2019 esce il brano Brave in collaborazione con Don Diablo mentre annuncia la partecipazione a numerosi festival tra Europa ed Asia. Nel dicembre 2020 collabora con Mike Posner nel brano Weaponry.

### 2021–presente
Nel giugno 2021 pubblica il singolo I Want Love, che originariamente avrebbe dovuto essere il preludio al suo sesto album. L'anno seguente ha confermato di aver scartato interamente il progetto e di averne riavviato la lavorazione da zero, mentre nel 2023 conferma di aver reciso il contratto che la legava alla Republic Records dall'inizio della sua carriera optando per essere un'artista indipendente.

## Vita privata
Dal 2018 al 2020, con un breve periodo di pausa nel 2019, ha avuto una relazione con l'attore statunitense Channing Tatum.
In un post su Instagram alla vigilia di Natale del 2020, ha rivelato che le è stata diagnosticata la sindrome di Menière, disturbo che colpisce l'orecchio e può portare a gravi vertigini, ronzii nell'orecchio e perdita dell'udito.
A novembre 2021 ha dichiarato di aver subito un aborto spontaneo in seguito ad un tentativo di fecondazione assistita.
Dal 2021 è sentimentalmente legata al cestista israelo-danese Chanan Colman, da cui ha avuto un figlio, Sky Safir, nato nel maggio 2023.
Nel 2025 annuncia che le è stato diagnosticato un tumore al seno .

## Stile musicale e influenze

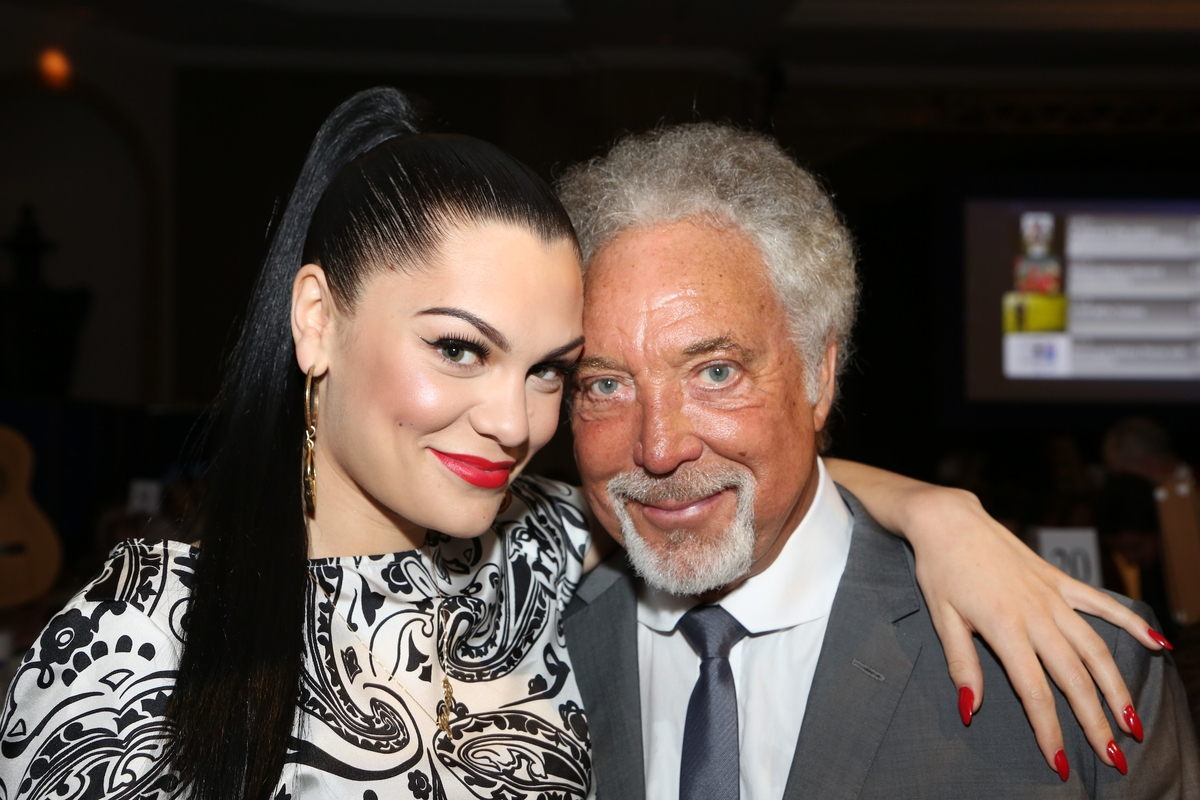
Jessie J con Tom Jones nel 2012

Jessie J, inizialmente identificata come una cantante soul ma attiva musicalmente nel panorama R&B, pop con influenze hip hop, è stata associata dal critico musicale Matthew Perpetua di Pitchfork alle sue colleghe britanniche Adele e Amy Winehouse. La cantante è stata inoltre paragonata come approccio alla musica e alla produzione musicale a Pink e Katy Perry.
Tra gli artisti che hanno maggiormente influenzato le scelte artistiche della cantante vi è Whitney Houston, affermando:«Ho sempre parlato di lei. Ha reso orgogliosi di avere una voce potente; [...] Whitney Houston è qualcuno che non sarà mai dimenticato e la sua musica vivrà per sempre». La cantante ha anche affermato di apprezzare Katy Perry: «La sua dedizione, il suo impegno e il modo in cui affronta il fatto che il mondo osservi ogni suo gesto, sia a livello personale che professionale, con tale dignità e forza, sono fonte di ispirazione».

## Filantropia
Jessie J è un'attivista per i diritti delle donne e uguaglianza sociale, definendosi come una femminista.
Jessie J è apparsa nei principali telethon di beneficenza del Regno Unito, tra cui Children in Need e Comic Relief. Il 15 marzo 2013, la testa di Jessie è stata rasata dal vivo durante il Red Nose Day 2013, contribuendo a raccogliere fondi per Comic Relief.
Nel 2016 la cantante ha preso parte alla riedizione del singolo Where Is the Love? dei Black Eyed Peas a sostegno delle vittime della brutalità poliziesca e del movimento Black Lives Matter. L'anno successivo ha partecipato al singolo Bridge over Troubled Water, riedizione del brano realizzata a seguito dell'incendio della Grenfell Tower, assieme a Robbie Williams, Leona Lewis, Emeli Sandé, Paloma Faith, Stormzy e James Blunt.

## Discografia
- 2011 – Who You Are
- 2013 – Alive
- 2014 – Sweet Talker
- 2018 – R.O.S.E.
- 2018 – This Christmas Day

## Tournée
- 2011/12 – Heartbeat Tour
- 2013 – Alive Tour
- 2015/16 – Sweet Talker Tour
- 2017/18 – R.O.S.E. Tour
- 2019 – Lasty Tour
- 2025 – The No Secrets Tour

Tour promozionali
- 2011 – Stand Up Tour

## Filmografia
- L'era glaciale - In rotta di collisione (Ice Age: Collision Course), regia di Mike Thurmeier e Galen T. Chu (2016) – voce
- Grease: Live, regia di Thomas Kail e Jonathan Tolins – film TV (2016)

## Programmi televisivi
- The Voice Uk (2012-2013) - coach e giudice
- The Voice Australia (2015-2016) - coach e giudice
- Singer (2018) - concorrente vincitrice
- The Voice of Kids Uk (2019) - coach e giudice

## Riconoscimenti
- ASCAP Pop Music Awards
  - 2015 – Most Performed Songs per Bang Bang con Ariana Grande e Nicki Minaj[75]
- Billboard Women in Music
  - 2014 – Powerhouse
- BRIT Award
  - 2011 – Critic's Choice[76]
- BT Digital Music Awards
  - 2011 – Miglior esordiente[77]
  - 2011 – Miglior artista femminile[77]
  - 2011 – Miglior canzone per Price Tag[77]
- Glamour Awards
  - 2011 – Woman of Tomorrow[78]
  - 2012 – Miglior artista solista britannico[79]
  - 2013 – Editors Choice[80]
- iHeartRadio Music Awards
  - 2015 – Miglior collaborazione per Bang Bang con Ariana Grande e Nicki Minaj[81]
- Kids' Choice Awards
  - 2015 – Canzone dell'anno per Bang Bang con Ariana Grande e Nicki Minaj[82]
- MOBO Awards
  - 2011 – Miglior esordiente[83]
  - 2011 – Miglior artista britannica[83]
  - 2011 – Miglior album per Who You Are[83]
  - 2011 – Miglior canzone per Do It like a Dude[83]
  - 2014 – Miglior artista femminile[84]
- MTV Brand New
  - 2011 – Next Big Thing[85]
- MTV Europe Music Awards
  - 2017 – Power of Music Award per l'iniziativa Artists for Grenfell
- MTV Video Play Awards
  - 2012 – 2x Platinum per Price Tag
- Q Awards
  - 2011 – Miglior video per Do It Like a Dude[86]
- Silver Clef Award
  - 2012 – Royal Albert Hall Best British Act Award[87]
- Stonewall Awards
  - 2011 – Entertainer of the Year[88]
- UK Festival Awards
  - 2011 – Miglior esordiente[89]
  - 2011 – Canzone estiva per Price Tag[89]
- Urban Music Awards
  - 2011 – Miglior singolo per Nobody's Perfect[90]
  - 2011 – Artista dell'anno[90]
  - 2011 – Miglior artista femminile[90]